# Mistrzostwa Europy w Piłce Siatkowej Mężczyzn 2009

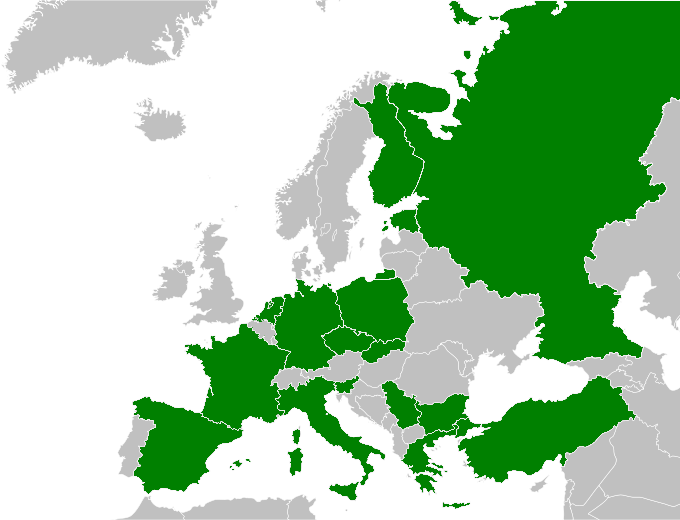
Reprezentacje biorące udział w Mistrzostwach Europy

XXVI Mistrzostwa Europy w piłce siatkowej mężczyzn 2009 odbyły się w Turcji w Stambule i Izmirze między 3 a 13 września 2009 roku. 
Tytułu sprzed dwóch lat bronili Hiszpanie. Wygrali Polacy, którzy pokonali w 4-setowej walce po raz drugi na turnieju reprezentację Francji (29:27, 25:21, 16:25, 26:24), wygrywając wszystkie swoje spotkania. Był to pierwszy złoty medal mistrzostw Europy w historii polskiej siatkówki mężczyzn (i jednocześnie trzeci złoty medal mistrzostw Europy w całej historii polskiej siatkówki). 
Najbardziej wartościowym graczem turnieju (MVP) został polski atakujący Piotr Gruszka. Najwięcej nagród indywidualnych (3) otrzymali zawodnicy z Francji.

## System rozgrywek
W turnieju wzięło udział 16 reprezentacji, które zostały podzielone na 4 grupy: A, B, C, D.
Zespoły, które zajęły ostatnie miejsca w swoich grupach, nie przeszły do II fazy grupowej, kończąc rozgrywki odpowiednio na 13., 14., 15. i 16. miejscu.
Drużyny z pierwszych 3 miejsc w grupie zostały rozmieszczone w grupie E (zespoły z grup A i C) i F (zespoły z grup B i D). Wyniki meczów rozegranych między zespołami, które awansowały z jednej grupy, zostały uwzględnione w klasyfikacji grup E i F.
Pierwsze dwa zespoły z grupy E i F przeszły do półfinałów.
Po tej fazie odbyły się mecze o 3. miejsce i finał.

## Hale sportowe
| Miasto  | Stadion                      | Pojemność | Mecze                         |
| ------- | ---------------------------- | --------- | ----------------------------- |
| Izmir   | İzmir Halkapınar Spor Salonu | 10 000    | grupy A, C, E; faza pucharowa |
| Stambuł | Abdi İpekçi Arena            | 12 500    | grupy B, D, F                 |

## Eliminacje i uczestnicy
Bezpośredni awans na Mistrzostwa Europy 2009 uzyskało 6 najlepszych drużyn poprzednich mistrzostw oraz gospodarz turnieju - Turcja.
Pozostałych dziewięciu finalistów wyłonił turniej kwalifikacyjny. Rozpoczął się on 8 maja 2008 roku i trwał do 14 września. Udział w nim wzięło 31 reprezentacji narodowych.   

### Drużyny uczestniczące
| Drużyna   | Sposób awansu                                   | Data kwalifikacji | Liczba występów w mistrzostwach Europy | Najlepszy wynik w mistrzostwach Europy (przed turniejem) |
| --------- | ----------------------------------------------- | ----------------- | --- | -------------------------------------------------------- |
| Bułgaria  | zwycięstwo w grupie E turnieju kwalifikacyjnego | 25 maja 2008      | 23 (2007, 2003, 2001, 1999, 1997, 1995, 1993, 1991, 1989, 1987, 1985, 1983, 1981, 1979, 1977, 1975, 1971, 1967, 1963, 1958, 1955, 1951 1950)        | (1951)                                                   |
| Czechy    | zwycięstwo w barażu turnieju kwalifikacyjnego   | 14 września 2008  | 7 (2005, 2003, 2001, 1999, 1997, 1995, 1993) | 4. miejsce (1999, 2001)                                  |
| Estonia   | zwycięstwo w grupie F turnieju kwalifikacyjnego | 25 maja 2008      | debiutant | brak                                                     |
| Finlandia | 4. miejsce w Mistrzostwach Europy 2007          | —                 | 11 (2007, 1997, 1993, 1991, 1983, 1981, 1977, 1971, 1963, 1958, 1955)                                                                               | 4. miejsce (2007)                                        |
| Francja   | zwycięstwo w grupie C turnieju kwalifikacyjnego | 31 maja 2008      | 23 (2007, 2005, 2003, 2001, 1999, 1997, 1993, 1991, 1989, 1987, 1985, 1983, 1981, 1979, 1977, 1975, 1971, 1967, 1963, 1958, 1955, 1951, 1948)       | (2003, 1987, 1948)                                       |
| Grecja    | zwycięstwo w grupie D turnieju kwalifikacyjnego | 1 czerwca 2008    | 12 (2007, 2005, 2003, 1997, 1995, 1991, 1989, 1987, 1985, 1983, 1979, 1971)                                                                         | (1987)                                                   |
| Hiszpania | 1. miejsce w Mistrzostwach Europy 2007          | —                 | 7 (2007, 2005, 2003, 1993, 1987, 1985, 1981) | (2007)                                                   |
| Holandia  | zwycięstwo w grupie B turnieju kwalifikacyjnego | 31 maja 2008      | 21 (2007, 2005, 2003, 2001, 1999, 1997, 1995, 1993, 1991, 1989, 1987, 1985, 1983, 1977, 1975, 1971, 1967, 1963, 1958, 1951, 1948)                   | (1997)                                                   |
| Niemcy    | 5. miejsce w Mistrzostwach Europy 2007          | —                 | 11 (2007, 2003, 2001, 1997, 1995, 1993, 1991, 1989, 1981, 1971, 1963)                                                                               | 4. miejsce (1993, 1991)                                  |
| Polska    | zwycięstwo w barażu turnieju kwalifikacyjnego   | 13 września 2008  | 20 (2007, 2005, 2003, 2001, 1995, 1993, 1991, 1989, 1985, 1983, 1981, 1979, 1977, 1975, 1971, 1967, 1963, 1958, 1955, 1950)                         | (1983, 1981, 1979, 1977, 1975)                           |
| Rosja     | 2. miejsce w Mistrzostwach Europy 2007          | —                 | 8 (2007, 2005, 2003, 2001, 1999, 1997, 1995, 1993)                                                                                                  | (2007, 2005, 1999)                                       |
| Serbia    | 3. miejsce w Mistrzostwach Europy 2007          | —                 | 1 (2007) | (2007)                                                   |
| Słowacja  | zwycięstwo w grupie A turnieju kwalifikacyjnego | 1 czerwca 2008    | 4 (2007, 2003, 2001, 1997) | 8. miejsce (1997)                                        |
| Słowenia  | zwycięstwo w barażu turnieju kwalifikacyjnego   | 14 września 2008  | 2 (2007, 2001) | 9. miejsce (2001)                                        |
| Turcja    | gospodarz                                       | —                 | 5 (2007, 1971, 1967, 1963, 1958) | 11. miejsce (1963)                                       |
| Włochy    | 6. miejsce w Mistrzostwach Europy 2007          | —                 | 24 (2007, 2005, 2003, 2001, 1999, 1997, 1995, 1993, 1991, 1989, 1987, 1985, 1983, 1981, 1979, 1977, 1975, 1971, 1967, 1963, 1958, 1955, 1951, 1948) | (2005, 2003, 1999, 1995, 1993, 1989)                     |

### Podział na koszyki
9 października 2008 r. w Izmirze odbyło się losowanie grup finałowych (A-D) spośród zakwalifikowanych drużyn. Wcześniej finalistów podzielono na 4 koszyki, uwzględniając wyniki Mistrzostw Europy 2007 i eliminacji do Mistrzostw Europy 2009.
W pierwszym koszyku znaleźli się gospodarz i trzy czołowe drużyny mistrzostw Europy w Moskwie. Do drugiego trafiły zespoły, które zajęły 4., 5. i 6. miejsce w poprzednim turnieju oraz drużyna dolosowana z trzeciego koszyka, w którym rozstawieni zostali zwycięzcy majowych turniejów kwalifikacyjnych. W czwartym koszyku natomiast byli zwycięzcy wrześniowych barażów oraz jedna drużyna dolosowana z trzeciego koszyka. 
| Koszyk 1                              | Koszyk 2                               | Koszyk 3                                  | Koszyk 4                                |
| ------------------------------------- | -------------------------------------- | ----------------------------------------- | --------------------------------------- |
| - Hiszpania - Rosja - Serbia - Turcja | - Finlandia - Grecja - Niemcy - Włochy | - Bułgaria - Estonia - Francja - Słowacja | - Czechy - Holandia - Polska - Słowenia |

## Pierwsza faza grupowa

### Grupa A - Izmir
Tabela
| Poz. | Reprezentacja | Pkt | Mecze | Mecze | Mecze | Sety | Sety | Sety  | Małe punkty | Małe punkty | Małe punkty |
| Poz. | Reprezentacja | Pkt | M     | Z     | P     | wyg. | prz. | ratio | zdob.       | str.        | ratio       |
| ---- | ------------- | --- | ----- | ----- | ----- | ---- | ---- | ----- | ----------- | ----------- | ----------- |
| 1    | Polska        | 6   | 3     | 3     | 0     | 9    | 2    | 4,500 | 270         | 223         | 1,211       |
| 2    | Francja       | 5   | 3     | 2     | 1     | 7    | 4    | 1,750 | 253         | 235         | 1,077       |
| 3    | Niemcy        | 4   | 3     | 1     | 2     | 5    | 8    | 0,625 | 284         | 314         | 0,904       |
| 4    | Turcja        | 3   | 3     | 0     | 3     | 2    | 9    | 0,222 | 234         | 269         | 0,870       |

Wyniki
| 3 września 2009 |

|  | Polska | 3:1(18:25, 25:17, 25:22, 25:18) | Francja |  |
|  |        | 3:1(18:25, 25:17, 25:22, 25:18) |         |  |

|  | Niemcy | 3:2(26:24, 23:25, 25:22, 30:32, 15:13) | Turcja |  |
|  |        | 3:2(26:24, 23:25, 25:22, 30:32, 15:13) |        |  |

| 4 września 2009 |

|  | Polska | 3:1(25:17, 25:23, 27:29, 25:14) | Niemcy |  |
|  |        | 3:1(25:17, 25:23, 27:29, 25:14) |        |  |

| 5 września 2009 |

|  | Turcja | 0:3(23:25, 18:25, 17:25) | Polska |  |
|  |        | 0:3(23:25, 18:25, 17:25) |        |  |

|  | Francja | 3:1(21:25, 25:14, 25:20, 25:23) | Niemcy |  |
|  |         | 3:1(21:25, 25:14, 25:20, 25:23) |        |  |

| 6 września 2009 |

|  | Turcja | 0:3(16:25, 21:25, 23:25) | Francja |  |
|  |        | 0:3(16:25, 21:25, 23:25) |         |  |

### Grupa B - Stambuł
Tabela
| Poz. | Reprezentacja | Pkt | Mecze | Mecze | Mecze | Sety | Sety | Sety  | Małe punkty | Małe punkty | Małe punkty |
| Poz. | Reprezentacja | Pkt | M     | Z     | P     | wyg. | prz. | ratio | zdob.       | str.        | ratio       |
| ---- | ------------- | --- | ----- | ----- | ----- | ---- | ---- | ----- | ----------- | ----------- | ----------- |
| 1    | Rosja         | 6   | 3     | 3     | 0     | 9    | 3    | 3,000 | 279         | 223         | 1,251       |
| 2    | Holandia      | 5   | 3     | 2     | 1     | 8    | 6    | 1,333 | 330         | 310         | 1,065       |
| 3    | Finlandia     | 4   | 3     | 1     | 2     | 5    | 6    | 0,833 | 225         | 254         | 0,886       |
| 4    | Estonia       | 3   | 3     | 0     | 3     | 2    | 9    | 0,222 | 230         | 277         | 0,830       |

Wyniki
| 3 września 2009 |

|  | Estonia | 1:3(25:20, 17:25, 18:25, 15:25) | Rosja |  |
|  |         | 1:3(25:20, 17:25, 18:25, 15:25) |       |  |

|  | Holandia | 3:2(25:21, 22:25, 28:30, 25:15, 18:16) | Finlandia |  |
|  |          | 3:2(25:21, 22:25, 28:30, 25:15, 18:16) |           |  |

| 4 września 2009 |

|  | Holandia | 3:1(27:29, 25:19, 25:18, 30:28) | Estonia |  |
|  |          | 3:1(27:29, 25:19, 25:18, 30:28) |         |  |

| 5 września 2009 |

|  | Rosja | 3:2(25:23, 25:22, 21:25, 23:25, 15:10) | Holandia |  |
|  |       | 3:2(25:23, 25:22, 21:25, 23:25, 15:10) |          |  |

|  | Finlandia | 3:0(25:18, 25:22, 25:21) | Estonia |  |
|  |           | 3:0(25:18, 25:22, 25:21) |         |  |

| 6 września 2009 |

|  | Rosja | 3:0(25:12, 25:14, 25:17) | Finlandia |  |
|  |       | 3:0(25:12, 25:14, 25:17) |           |  |

### Grupa C - Izmir
Tabela
| Poz. | Reprezentacja | Pkt | Mecze | Mecze | Mecze | Sety | Sety | Sety  | Małe punkty | Małe punkty | Małe punkty |
| Poz. | Reprezentacja | Pkt | M     | Z     | P     | wyg. | prz. | ratio | zdob.       | str.        | ratio       |
| ---- | ------------- | --- | ----- | ----- | ----- | ---- | ---- | ----- | ----------- | ----------- | ----------- |
| 1    | Grecja        | 6   | 3     | 3     | 0     | 9    | 3    | 3,000 | 293         | 279         | 1,050       |
| 2    | Hiszpania     | 5   | 3     | 2     | 1     | 6    | 5    | 1,200 | 244         | 231         | 1,056       |
| 3    | Słowacja      | 4   | 3     | 1     | 2     | 7    | 6    | 1,167 | 290         | 284         | 1,021       |
| 4    | Słowenia      | 3   | 3     | 0     | 3     | 1    | 9    | 0,111 | 230         | 263         | 0,875       |

Wyniki
| 3 września 2009 |

|  | Hiszpania | 3:0(25:20, 25:19, 25:20) | Słowenia |  |
|  |           | 3:0(25:20, 25:19, 25:20) |          |  |

| 4 września 2009 |

|  | Grecja | 3:0(25:23, 25:20, 25:21) | Hiszpania |  |
|  |        | 3:0(25:23, 25:20, 25:21) |           |  |

|  | Słowenia | 0:3(20:25, 21:25, 28:30) | Słowacja |  |
|  |          | 0:3(20:25, 21:25, 28:30) |          |  |

| 5 września 2009 |

|  | Słowacja | 2:3(25:19, 28:30, 23:25, 25:21, 12:15) | Grecja |  |
|  |          | 2:3(25:19, 28:30, 23:25, 25:21, 12:15) |        |  |

| 6 września 2009 |

|  | Słowenia | 1:3(32:34, 24:26, 25:23, 21:25) | Grecja |  |
|  |          | 1:3(32:34, 24:26, 25:23, 21:25) |        |  |

|  | Słowacja | 2:3(18:25, 25:21, 18:25, 25:19, 11:15) | Hiszpania |  |
|  |          | 2:3(18:25, 25:21, 18:25, 25:19, 11:15) |           |  |

### Grupa D - Stambuł
Tabela
| Poz. | Reprezentacja | Pkt | Mecze | Mecze | Mecze | Sety | Sety | Sety  | Małe punkty | Małe punkty | Małe punkty |
| Poz. | Reprezentacja | Pkt | M     | Z     | P     | wyg. | prz. | ratio | zdob.       | str.        | ratio       |
| ---- | ------------- | --- | ----- | ----- | ----- | ---- | ---- | ----- | ----------- | ----------- | ----------- |
| 1    | Bułgaria      | 6   | 3     | 3     | 0     | 9    | 3    | 3,000 | 279         | 249         | 1,120       |
| 2    | Serbia        | 5   | 3     | 2     | 1     | 8    | 4    | 1,667 | 270         | 246         | 1,098       |
| 3    | Włochy        | 4   | 3     | 1     | 2     | 4    | 6    | 0,667 | 227         | 228         | 0,996       |
| 4    | Czechy        | 3   | 3     | 0     | 3     | 1    | 9    | 0,111 | 199         | 252         | 0,790       |

Wyniki
| 3 września 2009 |

|  | Bułgaria | 3:2(21:25, 25:17, 19:25, 25:22, 15:11) | Serbia |  |
|  |          | 3:2(21:25, 25:17, 19:25, 25:22, 15:11) |        |  |

| 4 września 2009 |

|  | Serbia | 3:0(25:22, 26:24, 25:14) | Czechy |  |
|  |        | 3:0(25:22, 26:24, 25:14) |        |  |

|  | Włochy | 0:3(24:26, 22:25, 22:25) | Bułgaria |  |
|  |        | 0:3(24:26, 22:25, 22:25) |          |  |

| 5 września 2009 |

|  | Czechy | 0:3(12:25, 26:28, 20:25) | Włochy |  |
|  |        | 0:3(12:25, 26:28, 20:25) |        |  |

| 6 września 2009 |

|  | Czechy | 1:3(19:25, 25:23, 20:25, 17:25) | Bułgaria |  |
|  |        | 1:3(19:25, 25:23, 20:25, 17:25) |          |  |

|  | Serbia | 3:1(25:23, 19:25, 25:12, 25:21) | Włochy |  |
|  |        | 3:1(25:23, 19:25, 25:12, 25:21) |        |  |

## Druga faza grupowa

### Grupa E
Tabela
| Poz. | Reprezentacja | Pkt | Mecze | Mecze | Mecze | Sety | Sety | Sety  | Małe punkty | Małe punkty | Małe punkty |
| Poz. | Reprezentacja | Pkt | M     | Z     | P     | wyg. | prz. | ratio | zdob.       | str.        | ratio       |
| ---- | ------------- | --- | ----- | ----- | ----- | ---- | ---- | ----- | ----------- | ----------- | ----------- |
| 1    | Polska        | 10  | 5     | 5     | 0     | 15   | 6    | 2,500 | 482         | 425         | 1,134       |
| 2    | Francja       | 9   | 5     | 4     | 1     | 13   | 7    | 1,857 | 482         | 438         | 1,100       |
| 3    | Niemcy        | 8   | 5     | 3     | 2     | 11   | 9    | 1,222 | 461         | 466         | 0,989       |
| 4    | Grecja        | 7   | 5     | 2     | 3     | 8    | 11   | 0,727 | 435         | 464         | 0,938       |
| 5    | Hiszpania     | 6   | 5     | 1     | 4     | 7    | 14   | 0,500 | 445         | 476         | 0,935       |
| 6    | Słowacja      | 5   | 5     | 0     | 5     | 8    | 15   | 0,533 | 475         | 511         | 0,930       |

Wyniki
| 8 września 2009 |

|  | Niemcy | 3:1(25:14, 33:31, 21:25, 25:21) | Grecja |  |
|  |        | 3:1(25:14, 33:31, 21:25, 25:21) |        |  |

|  | Polska | 3:2(18:25, 25:20, 25:18, 23:25, 17:15) | Hiszpania |  |
|  |        | 3:2(18:25, 25:20, 25:18, 23:25, 17:15) |           |  |

|  | Francja | 3:1(25:23, 24:26, 25:22, 25:21) | Słowacja |  |
|  |         | 3:1(25:23, 24:26, 25:22, 25:21) |          |  |

9 września 2009
|  | Hiszpania | 1:3(25:19, 25:27, 23:25, 20:25) | Niemcy |  |
|  |           | 1:3(25:19, 25:27, 23:25, 20:25) |        |  |

|  | Grecja | 1:3(18:25, 32:30, 18:25, 23:25) | Francja |  |
|  |        | 1:3(18:25, 32:30, 18:25, 23:25) |         |  |

|  | Słowacja | 2:3(25:21, 15:25, 10:25, 25:14, 14:16) | Polska |  |
|  |          | 2:3(25:21, 15:25, 10:25, 25:14, 14:16) |        |  |

10 września 2009
|  | Francja | 3:1(25:21, 25:15, 25:27, 25:17) | Hiszpania |  |
|  |         | 3:1(25:21, 25:15, 25:27, 25:17) |           |  |

|  | Niemcy | 3:1(25:22, 21:25, 25:16, 25:21) | Słowacja |  |
|  |        | 3:1(25:22, 21:25, 25:16, 25:21) |          |  |

|  | Polska | 3:0(25:22, 28:26, 25:20) | Grecja |  |
|  |        | 3:0(25:22, 28:26, 25:20) |        |  |

### Grupa F
Tabela
| Poz. | Reprezentacja | Pkt | Mecze | Mecze | Mecze | Sety | Sety | Sety  | Małe punkty | Małe punkty | Małe punkty |
| Poz. | Reprezentacja | Pkt | M     | Z     | P     | wyg. | prz. | ratio | zdob.       | str.        | ratio       |
| ---- | ------------- | --- | ----- | ----- | ----- | ---- | ---- | ----- | ----------- | ----------- | ----------- |
| 1    | Rosja         | 10  | 5     | 5     | 0     | 15   | 3    | 5,000 | 426         | 359         | 1,187       |
| 2    | Bułgaria      | 9   | 5     | 4     | 1     | 12   | 6    | 2,000 | 422         | 390         | 1,082       |
| 3    | Serbia        | 8   | 5     | 3     | 2     | 12   | 8    | 1,500 | 445         | 425         | 1,047       |
| 4    | Holandia      | 7   | 5     | 2     | 3     | 10   | 12   | 0,833 | 504         | 505         | 0,998       |
| 5    | Włochy        | 6   | 5     | 1     | 4     | 5    | 12   | 0,417 | 386         | 414         | 0,932       |
| 6    | Finlandia     | 5   | 5     | 0     | 5     | 2    | 15   | 0,133 | 332         | 422         | 0,787       |

Wyniki
| 8 września 2009 |

|  | Finlandia | 0:3(22:25, 15:25, 20:25) | Bułgaria |  |
|  |           | 0:3(22:25, 15:25, 20:25) |          |  |

|  | Rosja | 3:1(25:15, 17:25, 25:21, 25:19) | Serbia |  |
|  |       | 3:1(25:15, 17:25, 25:21, 25:19) |        |  |

|  | Holandia | 3:1(25:22, 23:25, 25:21, 27:25) | Włochy |  |
|  |          | 3:1(25:22, 23:25, 25:21, 27:25) |        |  |

9 września 2009
|  | Serbia | 3:0(25:20, 25:14, 25:22) | Finlandia |  |
|  |        | 3:0(25:20, 25:14, 25:22) |           |  |

|  | Bułgaria | 3:1(25:15, 26:24, 21:25, 28:26) | Holandia |  |
|  |          | 3:1(25:15, 26:24, 21:25, 28:26) |          |  |

|  | Włochy | 0:3(23:25, 21:25, 21:25) | Rosja |  |
|  |        | 0:3(23:25, 21:25, 21:25) |       |  |

10 września 2009
|  | Holandia | 1:3(20:25, 23:25, 25:21, 23:25) | Serbia |  |
|  |          | 1:3(20:25, 23:25, 25:21, 23:25) |        |  |

|  | Finlandia | 0:3(25:27, 19:25, 25:27) | Włochy |  |
|  |           | 0:3(25:27, 19:25, 25:27) |        |  |

|  | Rosja | 3:0(25:21, 25:23, 25:22) | Bułgaria |  |
|  |       | 3:0(25:21, 25:23, 25:22) |          |  |

## Faza pucharowa

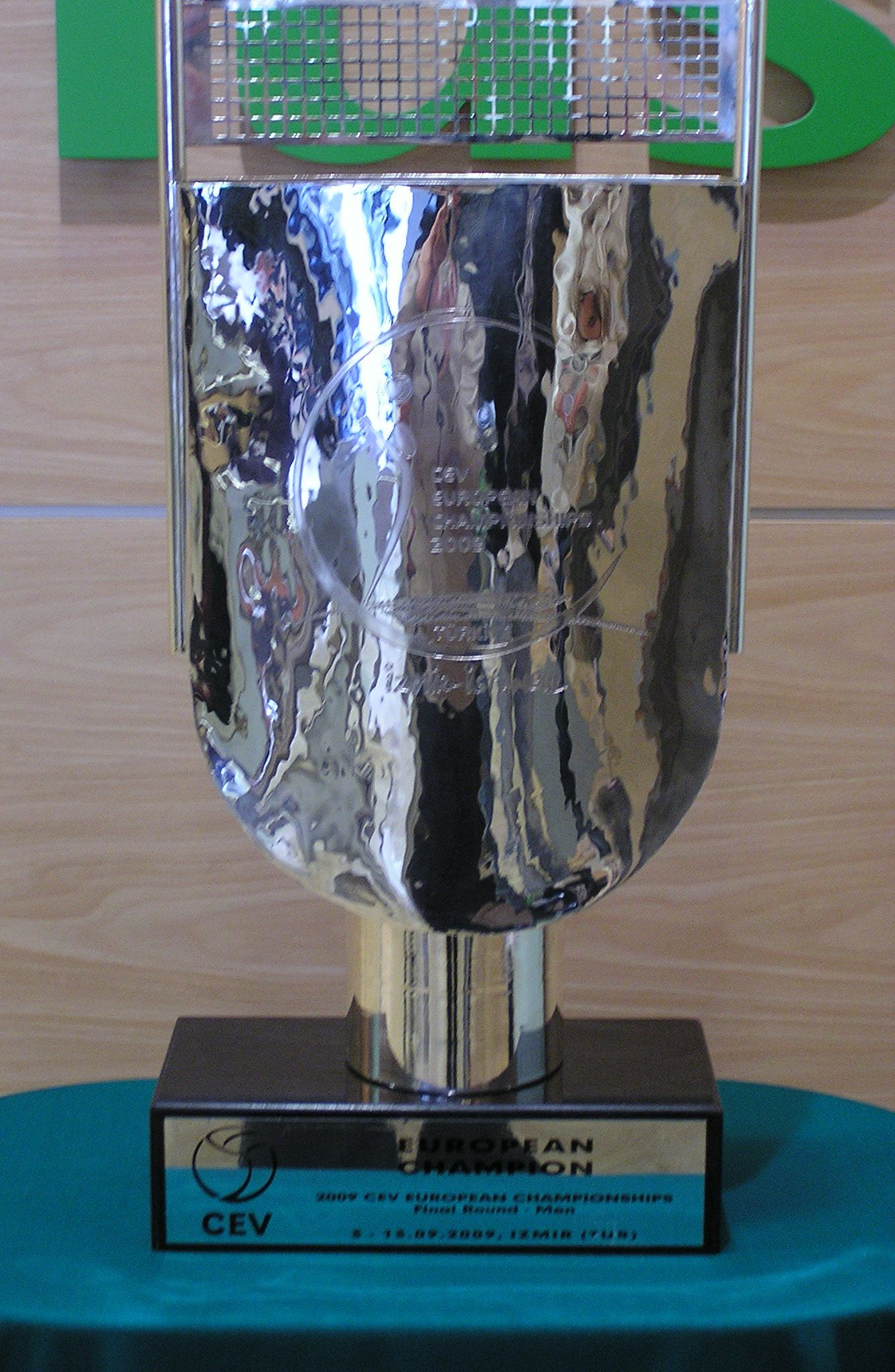
Puchar Mistrzostw Europy, zdobyty przez polski zespół

|  |                    |           |           |                    |   |        |        |       |
|  | Półfinały          | Półfinały | Półfinały |                    |   | Finał  | Finał  | Finał |
|  | Półfinały          | Półfinały | Półfinały |                    |   | Finał  | Finał  | Finał |
|  | 2009-09-12 - Izmir |           |           |                    |   |        |        |       |
|  |                    |           |           |                    |   |        |        |       |
|  | Polska             | Polska    | 3         |                    |   |        |        |       |
|  | Polska             | Polska    | 3         | 2009-09-13 - Izmir |   |        |        |       |
|  | Bułgaria           | Bułgaria  | 0         |                    |   |        |        |       |
|  | Bułgaria           | Bułgaria  | 0         |                    |   | Polska | Polska | 3     |
|  | 2009-09-12 - Izmir |           |           |                    |   | Polska | Polska | 3     |
|  |                    |           | Francja   | Francja            | 1 |        |        |       |
|  | Rosja              | Rosja     | Francja   | Francja            | 1 | 2      |        |       |
|  | Rosja              | Rosja     |           |                    |   |        |        |       |
|  | Francja            | Francja   | 3         |                    |   |        |        |       |
|  | Francja            | Francja   | 3         | Mecz o 3. miejsce  |   |        |        |       |
|  |                    |           |           |                    |   |        |        |       |
|  | 2009-09-13 - Izmir |           |           |                    |   |        |        |       |
|  |                    |           |           |                    |   |        |        |       |
|  | Bułgaria           | Bułgaria  | 3         |                    |   |        |        |       |
|  | Bułgaria           | Bułgaria  | 3         |                    |   |        |        |       |
|  | Rosja              | Rosja     | 0         |                    |   |        |        |       |
|  | Rosja              | Rosja     | 0         |                    |   |        |        |       |

### Półfinały
12 września 2009
|  | Polska | 3:0(25:19, 30:28, 25:20) | Bułgaria |  |
|  |        | 3:0(25:19, 30:28, 25:20) |          |  |

|  | Rosja | 2:3(18:25, 22:25, 27:25, 25:15, 15:17) | Francja |  |
|  |       | 2:3(18:25, 22:25, 27:25, 25:15, 15:17) |         |  |

### Mecz o 3. miejsce
13 września 2009
|  | Bułgaria | 3:0(25:18, 26:24, 25:21) | Rosja |  |
|  |          | 3:0(25:18, 26:24, 25:21) |       |  |

### Finał
13 września 2009 
|  | Polska | 3:1(29:27, 25:21, 16:25, 26:24) | Francja |  |
|  |        | 3:1(29:27, 25:21, 16:25, 26:24) |         |  |

## Nagrody indywidualne
| MVP           | Najlepszy punktujący | Najlepszy blokujący | Najlepszy atakujący | Najlepszy przyjmujący | Najlepszy serwujący | Najlepszy rozgrywający | Najlepszy libero |
| ------------- | -------------------- | ------------------- | ------------------- | --------------------- | ------------------- | ---------------------- | ---------------- |
| Piotr Gruszka | Antonin Rouzier      | Wiktor Josifow      | Aleksandr Wołkow    | Stéphane Antiga       | Jurij Bierieżko     | Paweł Zagumny          | Hubert Henno     |

## Klasyfikacja końcowa
| Miejsce | Reprezentacja |
| ------- | ------------- |
| złoto   | Polska        |
| srebro  | Francja       |
| brąz    | Bułgaria      |
| 4.      | Rosja         |
| 5.      | Serbia        |
| 6.      | Niemcy        |
| 7.      | Holandia      |
| 8.      | Grecja        |
| 9.      | Hiszpania     |
| 10.     | Włochy        |
| 11.     | Słowacja      |
| 12.     | Finlandia     |
| 13.     | Turcja        |
| 14.     | Estonia       |
| 15.     | Słowenia      |
| 16.     | Czechy        |